# BB Brunes
I BB Brunes (o BBB) sono un gruppo musicale pop rock facente parte della nuova scena del rock francese.

## Storia
È Luis Rego, un amico di famiglia, a prestare la sua prima chitarra ad Adrien Gallo, dopo avergli mostrato come si suonano alcuni accordi ed averli consigliato di ascoltare Jimi Hendrix e il jazz, genere peraltro già ascoltato dai suoi genitori.
Nel 2000, Adrien Gallo(cantante e chitarrista) insieme agli amici d'infanzia Karim Réveillé(batterista) e Raphaël Delorme(chitarrista), forma gli Hangover, un gruppo che eseguiva solo canzoni scritte in inglese.
Qualche anno più tardi Raphaël lascia il gruppo.
La ricerca di un nuovo chitarrista termina all'uscita di un concerto con l'ingaggio di Félix Hemmen.
Il gruppo prende il nome di BB Brunes, il nome "Brunes" proviene dalla canzone di Serge Gainsbourg. Le iniziali BB stanno per Boulevard Brune a Parigi, dove si trovava la sala prove del gruppo all'epoca. Le influenze musicali del gruppo sono i complessi punk e rock del 1960 e 1970, ma anche artisti come The Strokes, Amy Winehouse, Paul Bul, David Bowie, Ray Charles e dei cantanti come Serge Gainsbourg, Jacques Dutronc.
I testi del gruppo, scritti da Adrien Gallo, sono ormai solo in francese.
Due composizioni degli Hangover sono suonate anche dai BB Brunes: Summers Days e You Belong to me
I BB Brunes fanno la prima comparsa nel maggio 2005 al Gibus, sala di spettacolo parigina, per l'occasione del «Rock'n'roll Friday», in compagnia di altri giovani gruppi musicali. L'anno dopo, il loro primo singolo intitolato Le Gang, seguito dall'album Blonde comme moi,da due nuovi singoli e da una ripubblicazione di Blonde comme moi con delle bonus track.
Nel 2007, il gruppo è stato scelto per rappresentare la marca di vestiti H&M e per animare la serata alla presentazione di una nuova collezione a Roma nell'ottobre dello stesso anno, cantando in inglese davanti ad un pubblico di 700 invitati.
La loro comparsa per il premio Star Academy di TF1 venerdì 18 gennaio 2008 gli garantisce fama nel pubblico adolescente francese.
Continuano la loro diffusione in programmi francesi come "La fête de la chanson française", "Taratata", "Le Grand Journal" e "T'empêches tout le monde de dormir".
Il tour del 2008 annuncia cinque nuove canzoni: "Try Your Knees (ou Manivelle)", "Seul ou Accompagné", "Bouche B", "Le ska" e "Cavalier Noir" . Essi cantano anche Summer Days, canzone del loro vecchio gruppo gli Hangover.
Nel luglio 2008 il gruppo fa la sua apparizione nel festival di Dour; i quattro musicisti ricevono un'accoglienza di fischi ed una pioggia di rifiuti. Ciò nonostante, il gruppo decide di continuare a suonare. Il concerto termina 15 minuti prima della fine programmata.
Il gruppo riesce a rimettersi in sesto nel 2009 nella categoria «Rivelazione dell'anno» del concorso musicale francese "Victoires de la musique", a fianco di Micky Green, Moriarty e The Dø. Il secondo album Nico Teen Love esce il 16 novembre 2009.
Nel luglio 2012 il singolo Cul et chemise entra a far parte della colonna sonora del film LOL - Pazza del mio migliore amico.

## Formazione

### Formazione attuale
- Adrien Gallo-Cantante e Chitarrista
- Félix Hemmen-Chitarrista
- Karim Réveillé-Batterista
- Bérald Crambes-Bassista

### Ex componenti
- Raphaël Delorme-Chitarrista

## Album
- 2007: Blonde comme moi
- 2009: Nico Teen Love
- 2012:  Long Courrier